# Кметове на Скопие
Това е списък с кметовете на град Скопие, столицата на Северна Македония, от 1912 година до днес.

## Кралство Сърбия (1912 – 1915)
| Име               | Години      |
| ----------------- | ----------- |
| Спиро Хаджиристич | 1912 – 1915 |

## Царство България (1915 – 1918)
| Име            | Години      |
| -------------- | ----------- |
| Гьоре Китинчев | 1915 – 1917 |
| Христо Коцев   | 1917 – 1918 |

## Кралство Югославия (1918 – 1941)
| Име               | Години      |
| ----------------- | ----------- |
| Спиро Хаджиристич | 1918 – 1920 |
| Душан Цекич       | 1920        |
| Коста Стефанович  | 1920 – 1921 |
| Александър Буквич | 1921 – 1923 |
| Никола Сапунджич  | 1923 – 1929 |
| Йосиф Михайлович  | 1929 – 1936 |
| Пера Йованович    | 1936        |
| Панта Йованович   | 1936 – 1939 |
| Коста Чохаджич    | 1938 – 1939 |
| Йосиф Михайлович  | 1939 – 1941 |

## Царство България (1941 – 1944)
| Име            | Години                    |
| -------------- | ------------------------- |
| Янко Мустаков  | април – юли 1941          |
| Спиро Китинчев | юли 1941 – септември 1944 |

## Федерална Югославия (1944 – 1991)
| Име                | Години      |
| ------------------ | ----------- |
| Лазар Танев        | 1944 – 1945 |
| Димче Зографски    | 1945 – 1947 |
| Георги Икономов    | 1947 – 1948 |
| Душко Лукарски     | 1948        |
| Вера Ацева         | 1948 – 1949 |
| Аспарух Каневче    | 1949 – 1950 |
| Наум Наумовски     | 1950 – 1951 |
| Благоя Николовски  | 1951        |
| Кемал Сейфула      | 1951 – 1954 |
| Васил Георгов      | 1954 – 1956 |
| Наум Наумовски     | 1956 – 1960 |
| Кръсте Марковски   | 1960 – 1963 |
| Благой Попов       | 1963 – 1969 |
| Драголюб Ставрев   | 1969 – 1974 |
| Методи Антов       | 1974 – 1982 |
| Трайко Апостолски  | 1982 – 1984 |
| Душан Поповски     | 1984 – 1986 |
| Югослав Тодоровски | 1986 – 1991 |

## Република Северна Македония (от 1991)
| Име              | Години      |
| ---------------- | ----------- |
| Милан Талевски   | 1991 – 1993 |
| Горан Николовски | 1993 – 1995 |
| Йове Кекеновски  | 1995 – 1996 |
| Ристо Пенов      | 1996 – 2005 |
| Трифун Костовски | 2005 – 2009 |
| Коце Траяновски  | 2009 – 2017 |
| Петре Шилегов    | 2017 – 2021 |
| Данела Арсовска  | 2021 –      |